# Carrer de Ramon Llull (València)
El carrer de Ramon Llull és una via urbana del nord-est de la ciutat de València. Pren el nom de Ramon Llull. Forma part de l'eix "nord-sud" que formen els carrers del Doctor Manuel Candela i del Pare Tomàs de Montañana i que connecten al nord els campus universitaris de l'avinguda dels Tarongers amb el sud de la ciutat i el Jardí del Túria. Va ser obert com una nova via d'accés als campus universitaris de l'avinguda dels Tarongers, tant per al Campus de Vera de la Universitat Politècnica de València com per al Campus dels Tarongers de la Universitat de València.
S'inicia a la intersecció giratòria de la plaça d'Emilio Attard on s'encreua l'avinguda de Blasco Ibáñez amb la fi del carrer del Doctor Manuel Candela, i finalitza a l'estació de la Carrasca del tramvia de MetroValencia a l'avinguda dels Tarongers. Discorre de sud a nord pel districte d'Algirós, i al seu primer tram separa el barri de La Bega Baixa a l'oest fins al carrer de Bernat Fenollar i el barri de la Ciutat Jardí a l'est fins al carrer del Serpis. D'ací cap al nord travessa el barri de La Carrasca fins a la fi del carrer.

## Serveis

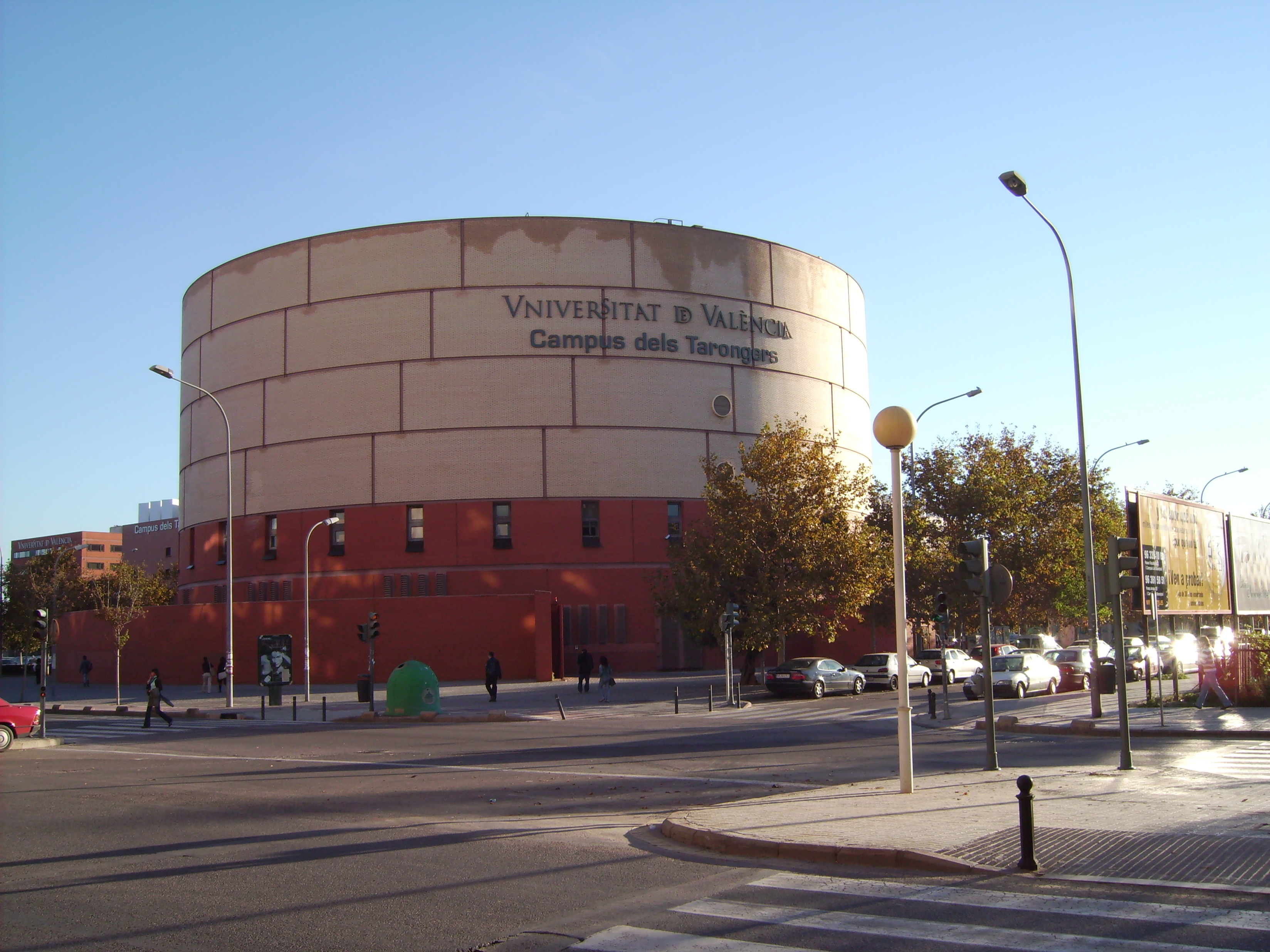
Campus dels Tarongers de la Universitat de València

És un carrer d'ús principalment per estudiants universitaris tant per a viure en pisos de lloguer com per a eixir a sopar o de festa. Disposa a més de l'"IES Ramon Llull", institut públic valencià, i en arribar a la zona universitària de Tarongers es troba un edifici circular de la Universitat de València, a més d'un pàrquing de vehicles i nous edificis per a acollir facultats universitàries.
A la fi del carrer creua l'avinguda dels Tarongers amb les vies del tramvia i l'estació de la Carrasca al mig, i el Campus de Vera de la Universitat Politècnica de València amb una figura decorativa d'un Toro d'Osborne. Les línies d'autobusos de l'EMT de València que donen servei al carrer són les línies 40 i 71, encara que altres línies tenen parades a les proximitats del carrer, com ara les línies 30, 31, 71, 81 i N1 a l'avinguda de Blasco Ibáñez, les línies 9, 18 i 29 a l'avinguda dels Tarongers i al carrer d'Albalat dels Tarongers. L'esmentada estació de la Carrasca de les línies 4 i 6 del tramvia de MetroValencia dona servei al carrer i a la zona del campus universitari.